# Oczy czarne (utwór)

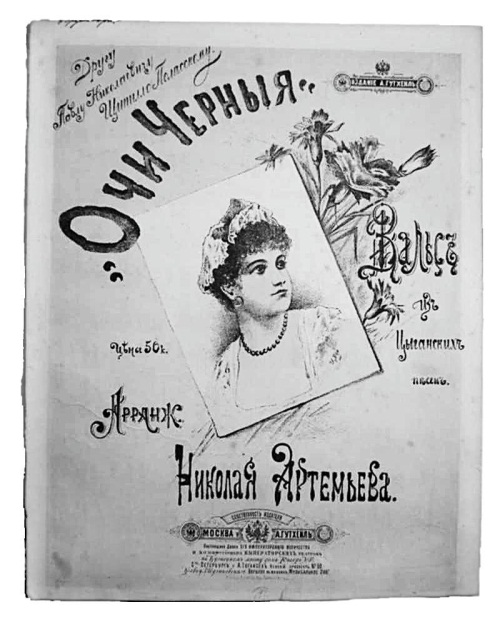
Oczy czarne

Oczy czarne (ros. Очи чёрные) – jeden z najbardziej znanych romansów rosyjskich.
Utwór ten napisał ukraiński poeta, bajkopisarz, beletrysta, wydawca i społecznik Jewhen Hrebinka. Wiersz pod tym tytułem został opublikowany w Litieraturnoj Gazietie (ros. Литературная газета) z dn. 17 kwietnia 1843.
Poeta napisał ten wiersz, gdy gościł we wsi Rudka, u sąsiada właściciela ziemskiego – kapitana sztabowego w stanie spoczynku Wasyla Rastenberga. Utwór został poświęcony oczom jego córki Marii Wasiliewny, z którą latem następnego roku Hrebinka się ożenił. Ich wspólne pożycie małżeńskie było bardzo szczęśliwe.
Pierwsza wersja tego wiersza miała tylko trzy zwrotki, bez żadnego dalszego rozwinięcia, ale była bardzo romantyczna w wymowie.
Romans ten śpiewa się na melodię walca Hommage skomponowanego przez zruszczonego Niemca Floriana Hermanna i poddanego przeróbce przez C. Gierdela w roku 1884 (pierwsza znana publikacja tej pieśni jako romansu datuje się na dzień 7 marca 1884). Tak więc jeden z najbardziej znanych "cygańskich" rosyjskich romansów został napisany przez etnicznego Ukraińca na melodię skomponowaną przez zruszczonego Niemca.
Wielki rosyjski śpiewak operowy Fiodor Szalapin włączył go do swojego repertuaru i rozsławił na całym świecie w trakcie swoich licznych koncertów zagranicznych. Szalapin poczynił drobne zmiany w pierwszej zwrotce i usunął dwie następne autorstwa Hrebinki. Oprócz tego, prawdopodobnie własnoręcznie, dopisał dwie dodatkowe zwrotki, które zmieniły trochę ogólną wymowę pieśni. Nowy tekst romansu zadedykował, swojej przyszłej żonie, Włoszce Joli Tornagi. 
Pieśń ta zdobyła sobie dużą popularność, jest jedną z najbardziej znanych pieśni rosyjskich i ma kilka (różniących się tekstem) wersji. Pieśń wielokrotnie wykorzystywana w muzyce popularnej, aranżowana i wykonywana przez różnych wykonawców. 
Jednym z bardziej znanych polskich wykonań tej pieśni jest wykonanie wokalistki Violetty Villas. 17 sierpnia 2013, Michał Szpak zaśpiewał ów utwór na Festiwalu Piosenki Rosyjskiej w Zielonej Górze, dzięki czemu wygrał Złoty Samowar i 50 tysięcy złotych.

## Tekst liryki
Oryginalna wersja autorska Jewhena Hrebinki z roku 1843:
Очи черные, очи страстные!

Очи жгучие и прекрасные!

Как люблю я вас! Как боюсь я вас!

Знать увидел вас я в недобрый час!

Ох, недаром вы глубины темней!

Вижу траур в вас по душе моей,

Вижу пламя в вас я победное:

Сожжено на нем сердце бедное.

Но не грустен я, не печален я,

Утешительна мне судьба моя:

Всё, что лучшего в жизни Бог дал нам,

В жертву отдал я огневым глазам!